# Entedon xanthostoma
Entedon xanthostoma är en stekelart som först beskrevs av Julius Theodor Christian Ratzeburg 1844.  Entedon xanthostoma ingår i släktet Entedon och familjen finglanssteklar. Inga underarter finns listade i Catalogue of Life.